# Casarano Calcio
SSD Casarano Calcio is een Italiaanse voetbalclub uit Casarano, Apulië.

## Geschiedenis
De club is opgericht in 1927 en speelde twintig seizoenen in de Serie C1. In 2001-2002 was de Argentijn Mario Kempes hoofdtrainer van de club.
In 2006 werd de club heropgericht als A.S.D. Virtus Casarano maar deze club ging in de zomer van 2012 failliet. Onmiddellijk daarna volgde een nieuwe heroprichting als S.S.D. Casarano Calcio.

## Erelijst
- Coppa Italia Serie C

Kampioen 1984-85
- Serie C2

Kampioen 1986-87
- Serie D groep H

Kampioen 2024-25

## Bekende (ex-)spelers
- Fabrizio Miccoli (1996–1998)
- Paolo Orlandoni (1993–1994)
- Gianpaolo Spagnulo (1997-1998)
- Gennaro Esposito (2018–2019)

Audace Cerignola ·
Avellino ·
Benevento ·
Casertana ·
Catania ·
Cavese ·
Crotone ·
Foggia ·
Giugliano ·
Juventus Next Gen ·
Latina ·
Messina ·
Monopoli ·
Picerno ·
Potenza ·
Sorrento ·
Taranto ·
Team Altamura ·
Trapani ·
Turris